# Beautiful Joe

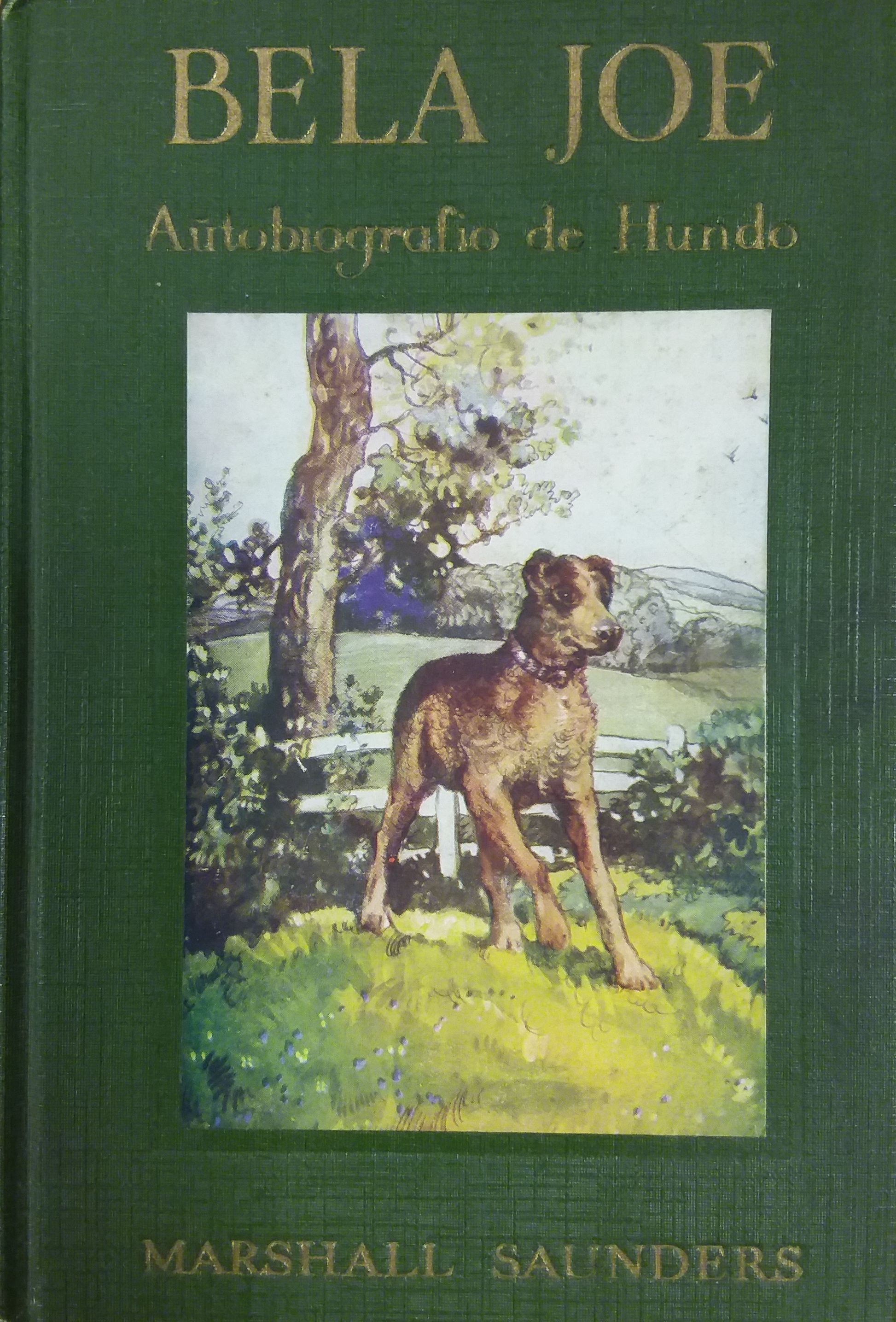
Capa do livro Bela Joe, versão de Beautiful Joe em esperanto, 1929.

Beautiful Joe era um cachorro de porte médio, marrom, mestiço Fox terrier/Bull terrier, e foi a inspiração do best seller de mesmo nome escrito em 1893 por Margaret Marshall Saunders.

## História
Inicialmente uma mera propriedade de alguém sem coração, o pobre animal foi torturado até quase a morte (teve suas orelhas e cauda cortadas a sangue frio), até ser resgatado por Walter Moore e passar a morar na casa da família em Meaford, Ontário, Canadá, em 1890. Algum tempo depois, a irmã do noivo de Louise Moore (filha de Walter), Margaret Marshall Saunders (1861-1947), foi passar um tempo na casa da futura cunhada e, tendo se apegado muito ao cão, acabou escrevendo um romance sobre ele.
O livro teve a história situada numa cidade fictícia do Maine (Estados Unidos) e foi escrito como uma autobiografia — isto é, sob o ponto de vista do próprio Beautiful Joe. Temendo não ser levada a sério por ser mulher, Margaret usou um pseudônimo (Marshall Saunders) e inscreveu seu trabalho em um concurso patrocinado pela American Humane and Educational Society. Ela venceu e a obra foi publicada no ano seguinte, alcançando um grande sucesso: foi o primeiro livro canadense a vender mais de um milhão de cópias. Uma seqüência foi publicada em 1902, Beautiful Joe's Paradise.
Em 1963, o Parque Beautiful Joe foi criado em Meaville, perto da casa dos Moore; Joe está enterrado lá. Em 1994, a The Beautiful Joe Heritage Society foi fundada, a fim de preservar a história de Joe, bem como divulgar os direitos dos animais — recentemente, eles inauguraram no Parque uma estátua de Beautiful Joe, esculpida pelo artista canadense Gunter Neumann.